# Taílson
José Ilson dos Santos (ur. 28 listopada 1975) – brazylijski piłkarz występujący na pozycji napastnika.

## Kariera piłkarska
Od 1993 do 2010 roku występował w EC Bahia, XV Novembro Piracicaba, Matonense, Brasil, Botafogo, Gamba Osaka, Sport Recife, Botafogo, SC Braga, EC Juventude, Paulista, Lokeren, Excelsior Mouscron, Shenyang Ginde, Lierse, Athletico Paranaense, Fortaleza, Confiança, América, Tombense i River Plate.